# Delapré Abbey

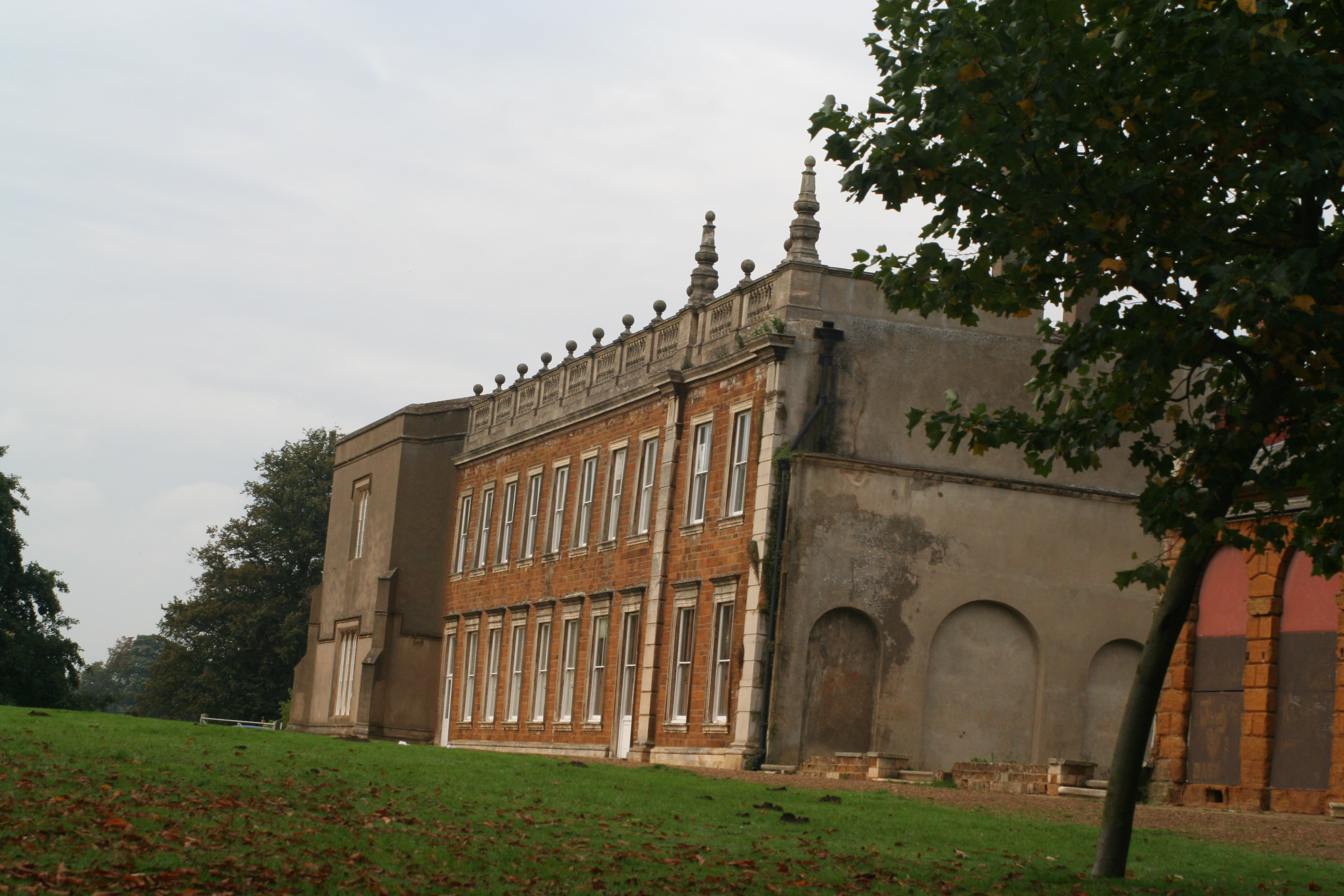
Die Südfassade

Delapré Abbey ist eine gegen 1145 gegründete Cluniazenserabtei für Nonnen am Fluss Nene südlich von Northampton in England.

## Geschichte

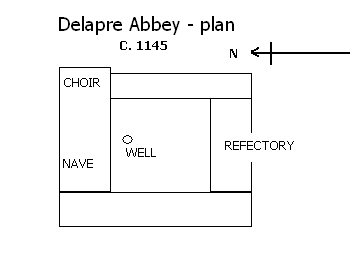
Übersichtsplan der Abtei

Die Abtei, die als eines von zwei Cluniazenser-Nonnenklöstern in England unmittelbar der Abtei Cluny unterstand, wurde von Simon II. von Senlis, einem normannischen Adeligen, der auch an der Gründung des Zisterzienserklosters Sawley Abbey beteiligt war, gegründet. Es wurde mit einer Domäne im Gebiet von Hardingstone begütert und erhielt das Patronat über die Kirchen in Earls Barton, Great Doddington und Fotheringhay, später auch in Wollaston (Northamptonshire) und Filgrave. Die Schlacht von Northampton fand 1460 auf dem Gelände der Abtei statt. Das Kloster wurde 1538 von der Krone eingezogen und John Mershe überlassen. Anschließend wurde es zu Wohnzwecken genutzt, von 1542 bis 1764 von der Familie Tate, anschließend von Edward Bouverie. 1940 erfolgte die Beschlagnahme durch das War Office, der sich in der Nachkriegszeit die Nutzung für Archive der Grafschaft Northamptonshire anschloss. Derzeit sind die Gebäude ungenutzt.

## Anlage und Bauten

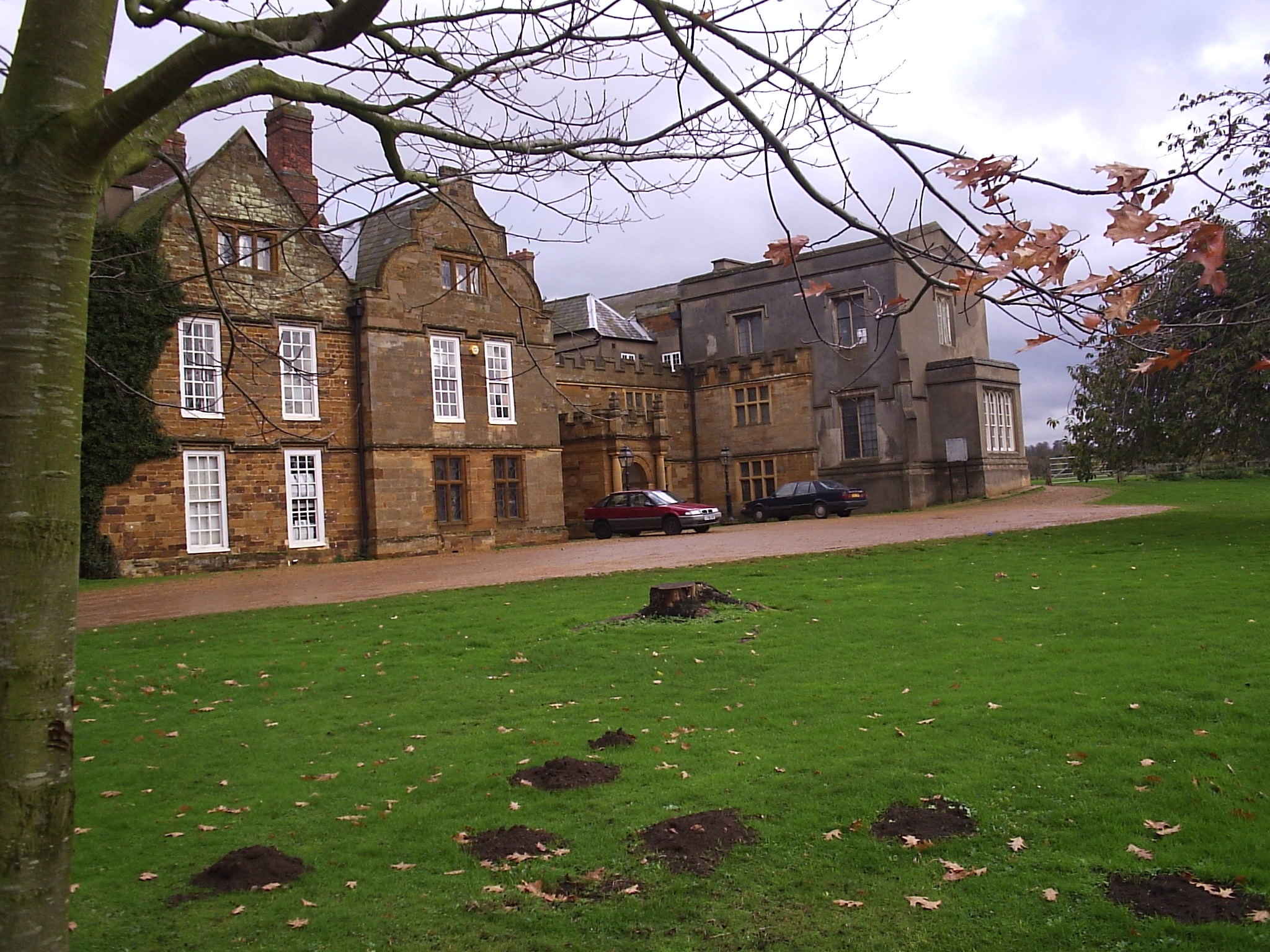
Die Westseite des Klosters

Der Großteil der bestehenden Gebäude wurde, teils unter Benutzung mittelalterlicher Mauern des Kirchenschiffs im Norden aus dem späten 12. und frühen 13. Jahrhundert, im 18. Jahrhundert errichtet. Der Kapitelsaal wurde im 17. Jahrhundert durch die Küche ersetzt. Die Landschaftsarchitektur ist von Capability Brown beeinflusst. Im 19. Jahrhundert wurden viktorianische Elemente sowie ein Ha-Ha hinzugefügt.
Am Rand des Geländes der Abtei steht das Eleanor-Kreuz von Hardingstone.